# Cremella
Cremella (Crimèla in dialetto brianzolo) è un comune italiano di 1 695 abitanti della provincia di Lecco in Lombardia.
L'altitudine varia dai 392 m (altezza massima), della località Baciolago e dai 383 m della piazza sulla quale si erge la chiesa, ai 320 m della Valle di Sotto. È situata circa alla stessa distanza da Lecco, Como e Merate. Dista 30 km da Milano e 16 km da Lecco.

## Storia
Centro abitato di antica origine, Cremella venne aggregato al comune di Barzanò nel 1809 e nel 1928, recuperando l'autonomia rispettivamente nel 1816 e nel 1953.
Dai resti venuti alla luce intorno agli anni '50, riguardanti un'ara romana dedicata a Giove nonché due grossi capitelli in arenaria, è possibile riscontrare la presenza romana sul territorio già nel 196 a.C. In un diploma di Berengario stilato nell'anno 920 si riscontra il termine "corte" di Cremella; nel documento venivano concessi alla basilica di San Giovanni in Monza l'intero territorio e quello ad esso collegato, ossia il convento delle Benedettine di S. Pietro. Quest'ultimo diventerà il fulcro intorno al quale ruoterà tutta la storia locale. Restò in vita fino al XVIII secolo, anche se già nel XVI secolo Carlo Borromeo aveva fatto intendere di volerlo sopprimere insieme ad altri conventi: di Burgora, di Bernaga e di Lambrugo. Sempre nel XVI secolo il borgo si distaccò da Monza e passò alla pieve di Missaglia. Da un contenzioso legale tra il monastero benedettino e la chiesa di Monza si scopre che già nel XIII secolo la "corte" aveva un proprio statuto. Ebbe propri statuti e fu dotata di un castello, che iniziò a decadere nel XIII secolo e andò in rovina già nel XV secolo. Dal punto di vista economico, risultò determinante la presenza dell'ordine religioso ed economico degli Umiliati (possedevano una casa sul posto): ebbero il merito di introdurre la tecnica di lavorazione della lana. Dopo la peste che si ebbe intorno alla metà del XVII secolo, tutte le terre della Brianza passarono agli spagnoli ed il territorio comunale fu acquistato da Federico Gussani, che prese il titolo di marchese. Nel XVIII secolo l'intero possedimento fu venduto a Pietro Vassalli. L'azione di riforma operata da Maria Teresa d'Austria portò all'abolizione di tutti i feudi. Nel periodo fascista fu inglobata nel territorio comunale di Barzanò e soltanto negli anni successivi alla seconda guerra mondiale ritornò ad essere autonoma.

### Simboli
Lo stemma e il gonfalone del comune di Cremella sono stati concessi con decreto del presidente della Repubblica del 24 febbraio 2003.
Il gonfalone è un drappo di bianco con la bordatura di rosso.

## Monumenti e luoghi d'interesse
- Chiesa parrocchiale dei SS. Sisinio, Martirio e Alessandro (ex monastero femminile di S. Pietro, già esistente nell'anno 920[7]). Dotata di campanile romanico[9], all'interno conserva una Crocifissione del XVI secolo[6] e capitelli romanici decorati con sculture zoomorfe.[10]
- Villa del Bono Sessa, progettata da Cecilio Arpesani in stile elcettico neorinascimentale[11]
- Villa Pizzi

## Società

### Evoluzione demografica
- 376 nel 1751
- 529 nel 1771
- 503 nel 1805
- annessione a Barzanò nel 1809
- 603 nel 1853
- annessione a Barzanò nel 1928

Abitanti censiti

### Etnie e minoranze straniere
Gli stranieri residenti nel comune sono 151, ovvero l'8,4% della popolazione. Di seguito sono riportati i gruppi più consistenti:
1. Marocco, 39
2. Albania, 21